# بیت پارت
بیت پارت (انگلیسی: Bit part) نقشی است که بازیگران با بازیگران گفتگو بر قرار می‌کنند اما بیش از پنج خط فیلمنامه را به خود اختصاص نمی‌دهد.
برخلاف سیاهی‌لشکر که معمولا با بازیگران اصلی ارتباط بر قرار نمی‌کنند، از بازیگران بیت پارت در تیتراژ نام برده می‌شود. یک استثنا حضور افتخاری است، که در آن یک بازیگر شناخته‌شده یا سلبریتی دیگر در بیت پارت حضور پیدا می‌کنند اما از آن‌ها در تیتراژ نام برده نمی‌شود.